# Guy Porter
Guy Jonathan Porter (ur. 8 września 1884 w Newton, zm. 22 lutego 1951 w Bedford) – amerykański lekkoatleta, uczestnik igrzysk olimpijskich w Saint Louis w 1904.

## Występy na igrzyskach olimpijskich
Porter wystartował tylko raz na igrzyskach olimpijskich w 1904. Wziął udział w maratonie. Zmagania biegaczy miały miejsce 30 sierpnia 1904. Porter nie ukończył biegu.